# Асимптотическое равенство
Асимптотическое равенство (эквивалентность) в математическом анализе — отношение эквивалентности между функциями, определёнными в некоторой проколотой окрестности точки, означающее равенство функций вблизи этой точки со сколь угодно малой относительной погрешностью. Асимптотические равенства широко используются при вычислении пределов. Часто асимптотически эквивалентные функции называют просто эквивалентными, опуская слово асимптотически. Также довольно распространённым является термин эквивалентные бесконечно малые, что есть не что иное как частный случай асимптотической эквивалентности для бесконечно малых функций.

## Мотивировка
Про многие функции часто говорят, что они примерно равны или ведут себя одинаково вблизи некоторой точки. Однако такая терминология слишком расплывчата, и если мы действительно хотим говорить про одинаковое поведение функций, этому нужно дать формальное определение.
Определим следующий термин: будем говорить, что функция {\displaystyle g(x)} приближает или аппроксимирует функцию {\displaystyle f(x)} вблизи точки {\displaystyle x_{0}}, если для сколь угодно малого числа можно взять такую окрестность, где эти функции будут отличаться не более чем на это число. На {\displaystyle \varepsilon ,\delta }-языке:
{\displaystyle \forall \varepsilon >0\ \exists \delta >0\ \forall x\in (x_{0}-\delta ;x_{0})\cup (x_{0};x_{0}+\delta ):|f(x)-g(x)|<\varepsilon }
Не трудно увидеть, что это определение означает равенство предела разности функций нулю при стремлении к точке {\displaystyle x_{0}}. {\displaystyle |f(x)-g(x)|} есть не что иное как абсолютная погрешность приближения функции {\displaystyle f(x)} функцией {\displaystyle g(x)}. При определении аппроксимирующей в точке функции мы требуем того, чтобы абсолютную погрешность можно было сделать сколь угодно малой. При этом относительная погрешность совсем не обязательно будет мала. Простой пример: функция {\displaystyle -x} аппроксимирует функцию {\displaystyle x} в точке {\displaystyle 0}, так как у них равный предел. Однако относительная погрешность этой аппроксимации во всех точках кроме {\displaystyle 0} равна {\displaystyle 200\%}.
Можно вместо условия малости абсолютной погрешности потребовать малость относительной. Функции с таким условием и называются асимптотически эквивалентными. Относительная погрешность (для неравной нулю {\displaystyle f(x)} в некоторой проколотой окрестности точки {\displaystyle x_{0}}) функций {\displaystyle f(x)} и {\displaystyle g(x)} считается по формуле {\displaystyle \left|{\frac {f(x)-g(x)}{f(x)}}\right|}. Условие асимптотической эквивалентности формулируется тогда так:
{\displaystyle \forall \varepsilon >0\ \exists \delta >0\ \forall x\in (x_{0}-\delta ;x_{0})\cup (x_{0};x_{0}+\delta ):\left|{\frac {f(x)-g(x)}{f(x)}}\right|<\varepsilon }
Это, очевидно, эквивалентно условию {\displaystyle \lim _{x\to x_{0}}{\frac {g(x)}{f(x)}}=1}, которое чаще всего и принимается за определение асимптотической эквивалентности.

## Определение
Классическое определение
Пусть {\displaystyle f(x)} и {\displaystyle g(x)} определены в некоторой проколотой окрестности точки {\displaystyle x_{0}} ({\displaystyle x_{0}} также может быть бесконечностью, как с определённым знаком, так и беззнаковой) и {\displaystyle g(x)} не равна {\displaystyle 0} в некоторой проколотой окрестности. Функции {\displaystyle f(x)} и {\displaystyle g(x)} называются асимптотически равными при {\displaystyle x\to x_{0}}, если:
{\displaystyle \lim _{x\to x_{0}}{\frac {f(x)}{g(x)}}=1}
Эквивалентность по базе
Конечно, асимптотическое равенство можно рассматривать не только для простого стремления аргумента к некоторому значению. Можно рассматривать предел и по другим базам: при стремлении аргумента справа, слева, по какому-то подмножеству и вообще по любой базе. Поэтому имеет смысл определить асимптотическую эквивалентность для любой базы {\displaystyle {\mathfrak {B}}}. Пусть {\displaystyle f(x)} и {\displaystyle g(x)} определены на некотором элементе базы {\displaystyle {\mathfrak {B}}} и {\displaystyle g(x)} не равна {\displaystyle 0} на некотором элементы базы. Функции {\displaystyle f(x)} и {\displaystyle g(x)} называются асимптотически равными по базе {\displaystyle {\mathfrak {B}}}, если:
{\displaystyle \lim _{\mathfrak {B}}{\frac {f(x)}{g(x)}}=1}
Общий случай
Понятие асимптотического равенства может быть обобщено и на случай, если условие неравенства нулю {\displaystyle g(x)} не выполняется ни в какой окрестности. Пусть {\displaystyle f(x)} и {\displaystyle g(x)} определены на некотором элементе базы {\displaystyle {\mathfrak {B}}}. Функции {\displaystyle f(x)} и {\displaystyle g(x)} называются асимптотически равными по базе {\displaystyle {\mathfrak {B}}}, если функцию {\displaystyle f(x)} можно представить в виде {\displaystyle f(x)=\varepsilon (x)g(x)}, где {\displaystyle \lim _{\mathfrak {B}}\varepsilon (x)=1}.
 Через о-малое 
Эквивалентное определение асимптотическому равенству может быть дано с использованием понятия о-малого. Пусть {\displaystyle f(x)} и {\displaystyle g(x)} определены на некотором элементе базы {\displaystyle {\mathfrak {B}}} и {\displaystyle g(x)} не равна {\displaystyle 0} на некотором элементы базы. Функции {\displaystyle f(x)} и {\displaystyle g(x)} называются асимптотически равными по базе {\displaystyle {\mathfrak {B}}}, если функцию {\displaystyle f(x)} можно представить в виде {\displaystyle f(x)=g(x)+o(f(x))}, где {\displaystyle o(f(x))} есть о-малое от {\displaystyle f(x)} по базе {\displaystyle {\mathfrak {B}}}.
 Через бесконечно малое 
Для общего случая приведённое выше определение через о-малое можно сформулировать используя понятие бесконечно малое. Пусть {\displaystyle f(x)} и {\displaystyle g(x)} определены на некотором элементе базы {\displaystyle {\mathfrak {B}}}. Функции {\displaystyle f(x)} и {\displaystyle g(x)} называются асимптотически равными по базе {\displaystyle {\mathfrak {B}}}, если функцию {\displaystyle f(x)} можно представить в виде {\displaystyle f(x)=g(x)+o(1)f(x)}, где {\displaystyle o(1)} есть бесконечно малое по базе {\displaystyle {\mathfrak {B}}}.
Для обозначения асимптотического равенства используется тильда: {\displaystyle f(x)\sim g(x)}.

## Отношение эквивалентности
Асимптотическое равенство по некоторой базе в полном смысле является отношением эквивалентности на множестве определённых на некотором элементе базы функций, то есть оно рефлексивно, симметрично и транзитивно. Поэтому множество таких функций может быть разбито на классы эквивалентности.
Любые две функции, имеющие одинаковый конечный ненулевой предел, эквивалентны между собой. С другой стороны, эквивалентность функции некоторой функции с ненулевым конечным пределом, автоматически влечёт за собой равенство их предела. Таким образом, множество функций с одинаковым ненулевым конечным пределом образует класс эквивалентности.
Совсем не так обстоит дело с бесконечно малыми, бесконечно большими и не имеющими предела функциями. Именно такие эквивалентности и представляют интерес. Эквивалентность двух функций влечёт за собой равенство их пределов (либо их несуществование), поэтому можно рассматривать отдельно классы эквивалентности бесконечно больших и бесконечно малых функций.

## Примеры
Полином при {\displaystyle x\to \infty } эквивалентен своему ненулевому слагаемому со старшей степенью, а при {\displaystyle x\to 0} с младшей.
{\displaystyle a_{n}x^{n}+a_{n-1}x^{n-1}+\dots +a_{1}x+a_{0}\sim a_{n}x^{n}} при {\displaystyle x\to \infty ,a_{n}\neq 0}
{\displaystyle a_{n}x^{n}+a_{n-1}x^{n-1}+...+a_{m+1}x^{m+1}+a_{m}x^{m}\sim a_{m}x^{m}} при {\displaystyle x\to 0,a_{m}\neq 0}
При вычислении пределов во многих учебниках часто приводят таблицы эквивалентностей для некоторых элементарных функций:
| Функция 1                               | Функция 2                          |
| --------------------------------------- | ---------------------------------- |
| {\displaystyle \sin x}                  | {\displaystyle x}                  |
| {\displaystyle \operatorname {tg} x}    | {\displaystyle x}                  |
| {\displaystyle \arcsin x}               | {\displaystyle x}                  |
| {\displaystyle \operatorname {arctg} x} | {\displaystyle x}                  |
| {\displaystyle 1-\cos x}                | {\displaystyle {\frac {x^{2}}{2}}} |
| {\displaystyle e^{x}-1}                 | {\displaystyle x}                  |
| {\displaystyle \ln(1+x)}                | {\displaystyle x}                  |
| {\displaystyle (1+x)^{\alpha }-1}       | {\displaystyle \alpha x}           |
| {\displaystyle \operatorname {sh} x}    | {\displaystyle x}                  |
| {\displaystyle \operatorname {th} x}    | {\displaystyle x}                  |
| {\displaystyle \operatorname {arsh} x}  | {\displaystyle x}                  |
| {\displaystyle \operatorname {arth} x}  | {\displaystyle x}                  |
| {\displaystyle \operatorname {ch} x-1}  | {\displaystyle {\frac {x^{2}}{2}}} |

Довольно известной является формула Стирлинга, приближающая факториал непрерывной функцией:
{\displaystyle n!\sim {\sqrt {2\pi n}}\left({\frac {n}{e}}\right)^{n}} при {\displaystyle n\to \infty }
Асимптотики полезны при оценке комбинаторных величин с достаточно большими параметрами. Например, подставив формулу Стирлинга в явную формулу вычисления биномиального коэффициента, можно получить, что:
{\displaystyle {\binom {2n}{n}}\sim {\sqrt {\frac {1}{\pi n}}}2^{2n}} при {\displaystyle n\to \infty }
Количество простых чисел, меньших некоторого заданного числа, также имеет простое асимптотическое приближение:
{\displaystyle \pi (n)\sim {\frac {n}{\ln {n}}}} при {\displaystyle n\to \infty },
где {\displaystyle \pi (n)} — количество простых чисел, меньших {\displaystyle n}

## Свойства
- Относительная погрешность стремится к нулю. Если {\displaystyle f(x)\sim g(x)} по базе {\displaystyle {\mathfrak {B}}}, то относительная погрешность по этой базе стремится к нулю. Это свойство и приводит вообще к определению асимптотического равенства. Заметим, что абсолютна погрешность вовсе не обязана стремиться к нулю. Пример: {\displaystyle x\sim x+1} при {\displaystyle x\to \infty }, но их абсолютная погрешность постоянна и равна {\displaystyle 1}.
- Замена на эквивалентное в пределе. Если {\displaystyle f(x)\sim g(x)} по базе {\displaystyle {\mathfrak {B}}}, то {\displaystyle \lim _{\mathfrak {B}}f(x)=\lim _{\mathfrak {B}}g(x)} в том смысле, что пределы либо равны, либо оба не существуют.

Это свойство позволяет заменять выражение под знаком предела на эквивалентное. Именно на нём основана техника вычисления пределов с помощью эквивалентностей.
- Алгебраические операции над эквивалентностями. Пусть далее {\displaystyle f(x)\sim f_{1}(x)}, {\displaystyle g(x)\sim g_{1}(x)}, {\displaystyle m\in \mathbb {N} } по базе {\displaystyle {\mathfrak {B}}}. Тогда

{\displaystyle f(x)g(x)\sim f_{1}(x)g_{1}(x)} по базе {\displaystyle {\mathfrak {B}}}.
{\displaystyle {\frac {f(x)}{g(x)}}\sim {\frac {f_{1}(x)}{g_{1}(x)}}} по базе {\displaystyle {\mathfrak {B}}}.
{\displaystyle (f(x))^{m}\sim (f_{1}(x))^{m}} по базе {\displaystyle {\mathfrak {B}}}.
Все равенства тут в смысле пределы либо равны, либо оба не существуют. Последнее свойство может быть обобщено и на случай дробной степени, однако так как отрицательные числа возводить в нецелую степень нельзя, необходимо предварительно проверить, будут ли итоговые функции определены на каком-либо элементе базы. Для арифметических корней нечётной степени свойство может быть применено без дополнительных проверок.
Эти свойства широко используются на практике для вычисления предела. Пример:
{\displaystyle \lim _{x\to 0}{\frac {\sin x(e^{x}-1)}{(\ln(x+1))^{2}\cdot e^{x-1}}}=\lim _{x\to 0}{\frac {x\cdot x}{x^{2}\cdot e^{-1}}}=e}
Заметим, что аналогичного свойства для суммы нет: сумма эквивалентных не обязана быть эквивалентна сумме.
- Представление через о-малое. {\displaystyle f(x)\sim g(x)\Leftrightarrow f(x)=g(x)+o(f(x))=g(x)+f(x)o(1)}

Так как это альтернативное определение эквивалентности, его можно использовать и в обратную сторону. К примеру: {\displaystyle x+\ln x\sim x} при {\displaystyle x\to +\infty }, поскольку {\displaystyle \ln x=o(x)}. Это позволяет в эквивалентностях избавляться от малых слагаемых. Пример:
{\displaystyle \lim _{x\to +\infty }(e^{x}-x^{1}0-lnx)=\lim _{x\to +\infty }e^{x}=+\infty }
Это свойство в прямую сторону часто используется в комбинации со следующим:
- o-малое есть о-малое от эквивалентного. {\displaystyle f(x)\sim g(x)\Rightarrow o(f(x))=o(g(x))}

Несмотря на то, что в сумме на эквивалентные заменять нельзя, можно воспользоваться последними двумя свойствами:
{\displaystyle \lim _{x\to 0}{\frac {\sin x+\ln(x+1)}{e^{x}-1+\operatorname {arctg} {x}}}=\lim _{x\to 0}{\frac {x+o(\sin x)+x+o(\ln(x+1))}{x+o(e^{x}-1)+x+o(\operatorname {arctg} {x})}}=\lim _{x\to 0}{\frac {2x+o(x)}{2x+o(x)}}=\lim _{x\to 0}{\dfrac {2x+o(1)x}{2x+o(1)x}}=\lim _{x\to 0}{\dfrac {2+o(1)}{2+o(1)}}={\frac {2}{2}}=1}
- Если функции эквивалентны по некоторой базе, то они эквивалентны по любой более сильной базе. Пример: {\displaystyle \sin x\sim x} при {\displaystyle x\to 0}, а значит они эквивалентны и при {\displaystyle x\to 0+}.

Теорема об эквивалентности сложных функций как и теорема о пределе сложной функции имеет непростую формулировку. Сформулируем 3 варианта этой теоремы:
- Эквивалентность сложных функций.
  - Для непрерывных функций. Пусть {\displaystyle f(x)\sim g(x)} при {\displaystyle x\to x_{0}}, {\displaystyle f(x)} и {\displaystyle g(x)} непрерывны в точке {\displaystyle x_{0}}, {\displaystyle \lim _{\mathfrak {B}}h(x)=x_{0}}. Тогда {\displaystyle f(h(x))\sim g(h(x))} по базе {\displaystyle {\mathfrak {B}}}.

Версия теоремы для непрерывных функций, впрочем, покрывает большинство примеров, встречающихся на практике. К примеру: {\displaystyle \sin {\dfrac {1}{x}}\sim {\dfrac {1}{x}}} при {\displaystyle x\to \infty }. Для разрывных функций требуется дополнительное условие.
- Для разрывных функций. Пусть {\displaystyle f(x)\sim g(x)} при {\displaystyle x\to x_{0}}, {\displaystyle \lim _{\mathfrak {B}}h(x)=x_{0}}, {\displaystyle h(x)} на некотором элементе базы нигде не принимает значение {\displaystyle x_{0}}. Тогда {\displaystyle f(h(x))\sim g(h(x))} по базе {\displaystyle {\mathfrak {B}}}.

Оба этих свойства являются следствием общей теоремы для пределов по произвольной базе.
- Для произвольной базы. Пусть {\displaystyle f(x)\sim g(x)} по {\displaystyle {\mathfrak {D}}}, {\displaystyle h(x)} определена на некотором элементе базы {\displaystyle {\mathfrak {B}}} и для любого элемента {\displaystyle d} базы {\displaystyle {\mathfrak {D}}} существует элемент {\displaystyle b} базы {\displaystyle {\mathfrak {B}}}, такой что {\displaystyle h(b)\subseteq d}. Тогда {\displaystyle f(h(x))\sim g(h(x))} по базе {\displaystyle {\mathfrak {B}}}.

- Пусть {\displaystyle f(x)} и {\displaystyle g(x)} положительны на некотором элементе базы. {\displaystyle f(x)\sim g(x)} тогда и только тогда, когда {\displaystyle \ln {f(x)}=\ln {g(x)}+o(1)}.
- Если {\displaystyle f(x)\sim g(x)}, {\displaystyle c=\operatorname {const} {}} и {\displaystyle A(x)=(c+o(1))^{f(x)}}, то {\displaystyle A(x)=(c+o(1))^{g(x)}}.
- Эквивалентность рядов. Согласно теореме Штольца, для двух бесконечных рядов:

{\displaystyle \sum \limits _{n=0}^{\infty }{a_{n}}} и {\displaystyle \sum \limits _{n=0}^{\infty }{b_{n}}},
если {\displaystyle \forall n:\ b_{n}>0} и ряд:
{\displaystyle \sum \limits _{n=0}^{\infty }{b_{n}}}
расходится, то из {\displaystyle a_{n}\sim b_{n}} следует, что:
{\displaystyle \sum \limits _{k=0}^{n}{a_{k}}\sim \sum \limits _{k=0}^{n}{b_{k}}}.

## Порядок
Сходным по смыслу с асимптотическим равенством, но менее строгим отношением является наличие одинакового порядка функций. Говорят, что функции {\displaystyle f(x)} и {\displaystyle g(x)} имеют одинаковый порядок, если {\displaystyle \exists a,A:\ \exists X:\ \forall x>X:ag(x)\leqslant f(x)\leqslant Ag(x)}. В этом случае используют обозначение {\displaystyle f(x)=\Theta (g(x))} или {\displaystyle f(x)\in \Theta (g(x))}. В случае если эти функции бесконечно малые порядок обычно называют порядком малости, а если бесконечно большие, то порядком роста.
При этом из одинаковости порядка отнюдь не следует существование константы {\displaystyle c} такой, что {\displaystyle cf(x)\sim g(x)}. Для примера достаточно заметить, что
{\displaystyle x(1+|\sin {x}|)=\Theta (x)}, так как
{\displaystyle x\leqslant x(1+|\sin {x}|)\leqslant 2x}, однако не существует такой константы {\displaystyle c}, что {\displaystyle x(1+|\sin {x}|)\sim cx}.